# Kattistjärnen (Edefors socken, Norrbotten)
Kattistjärnen är en sjö i Bodens kommun i Norrbotten och ingår i Luleälvens huvudavrinningsområde.